# Newport (Shropshire)
Newport – miasto i civil parish w Anglii, w hrabstwie ceremonialnym Shropshire, w dystrykcie (unitary authority) Telford and Wrekin. Leży 27 km na wschód od miasta Shrewsbury i 208 km na północny zachód od Londynu. W 2011 roku civil parish liczyła 11 387 mieszkańców.